# China Fusion Engineering Test Reactor
Der China Fusion Engineering Test Reactor (kurz: CFETR) ist ein in Planung befindlicher Kernfusions-Forschungsreaktor vom Tokamak-Typ. Er soll in Hefei, China, gebaut werden.

## Ziele
Der CFETR soll die technische Machbarkeit großer Kernfusionsreaktoren nachweisen.
Das Gesamtprojekt soll in zwei Phasen stattfinden, wobei die erste Phase dem Nachweis eines stabilen Betriebszustandes und der Erzeugung von Tritium dienen soll.
In der zweiten Phase sollen eine Fusionsleistung von 1000 MWthermisch (zum Vergleich: ITER 500 MWthermisch) und eine Verstärkung der eingesetzten Heizleistung um einen Faktor höher als 12 (ITER: 10) erreicht werden. Zudem soll das benötigte Tritium durch CFETR selbst erzeugt werden.
Das Vorgängerprojekt ist der seit 2006 fertiggestellte Experimental Advanced Superconducting Tokamak (EAST), der ebenfalls in Hefei steht.

## Design
Die ersten Konzepte aus dem Jahr 2014 gingen noch von einem relativ kleinen Tokamak-Reaktor mit einer Leistung von etwa 200 MW aus. Mittlerweile zielen die Entwürfe auf einen größeren Reaktor mit bis zu 1500 MW ab. Dieser Reaktor soll eine Brücke zwischen einem primären Forschungsreaktor wie ITER und einem bereits auf die Betriebsabläufe zu einem kommerziellen Reaktor hin ausgelegten Konzept wie DEMO schlagen.

## Status
Mit der Erstellung der technischen Entwürfe wurde im Jahr 2017 begonnen, mit den ersten Erdarbeiten in Hefei am 14. Dezember 2018. Die Bauphase soll während der 2020er Jahre stattfinden. Im April 2022 lag noch keine Genehmigung für den Bau des Reaktors vor.
Im April 2023 wurde mitgeteilt, dass der technische Entwurf für CFETR abgeschlossen sei.